# Svatá Aurea
Svatá Aurea (česky také Zlata, francouzsky Aure či Aurée) je uctívána římskokatolickou církví jako patronka Paříže. Její svátek připadá na 4. října. Od roku 633 byla abatyší benediktinského kláštera v Paříži až do své smrti v roce 666.

## Život
Aurea se narodila v Sýrii. Po smrti svých rodičů se věnovala modlitbám a rozjímání a veškerý svůj majetek rozdala chudým. Opustila Sýrii a odplula do Franské říše, kde tehdy panoval král Dagobert I.
Svatý Eligius ji v roce 633 uvedl do benediktinského kláštera Saint-Martial v Paříži, který založil, a kde se Aurea stala první abatyší. Zde žila spolu s 300 jeptiškami podle přísného učení sv. Kolumby. Klášter Saint-Martial se nacházel v místě dnešní ulice Rue Braque ve 4. obvodu.
Během života jí bylo přičítáno mnoho zázraků, jako např. přivedla svými modlitbami zpět k životu jeptišku mrtvou tři dny. V roce 666 vypukla ve Franské říši morová epidemie, které v klášteře podlehlo 160 jeptišek včetně Aurey. Po její smrti došlo k velkému počtu zázraků. Dotykem s jejími ostatky a rakví byla epidemie zažehnána.
Po svaté Geneviève je považována jako další patronka města Paříže. Sv. Aurey je zasvěcena kaple v Paříži v ulici Rue de Reuilly (12. obvod). Zde jsou také uloženy její ostatky.